# Balanod
Balanod – miejscowość i gmina we Francji, w regionie Burgundia-Franche-Comté, w departamencie Jura.
Według danych na rok 1990 gminę zamieszkiwało 319 osób, a gęstość zaludnienia wynosiła 65 osób/km² (wśród 1786 gmin Franche-Comté Balanod plasuje się na 439. miejscu pod względem liczby ludności, natomiast pod względem powierzchni na miejscu 810.).